# Komorowo (Varmia y Masuria)
Komorowo [pronunciación en polaco: /kɔmɔˈrɔvɔ/] (Alemán: Kamerau, Großmuckenhausen entre 1938 y 1945) es un pueblo en el distrito administrativo de Gmina Janowo, dentro del Distrito de Nidzica, Voivodato de Varmia y Masuria, en el norte de Polonia. Se encuentra aproximadamente 17 kilómetros al este de Nidzica y 53 kilómetros al sur de la capital regional, Olsztyn.
El pueblo tiene una población de 250 habitantes.
De 1918 a 1939 Janowo era un pueblo fronterizo de Alemania (Prusia Oriental), así como un pueblo fronterizo de Imperio alemán antes de 1914. Hasta 1914 el puente en el Río Orzyc era la frontera entre Alemania y el Imperio ruso, y de 1918 a 1939 la frontera entre Alemania y Polonia. Janowo era el pueblo en el lado polaco/ruso.